# Turris omnipurpurata
Turris omnipurpurata é uma espécie de gastrópode do gênero Turris, pertencente a família Turridae.